# Filzengrabentor

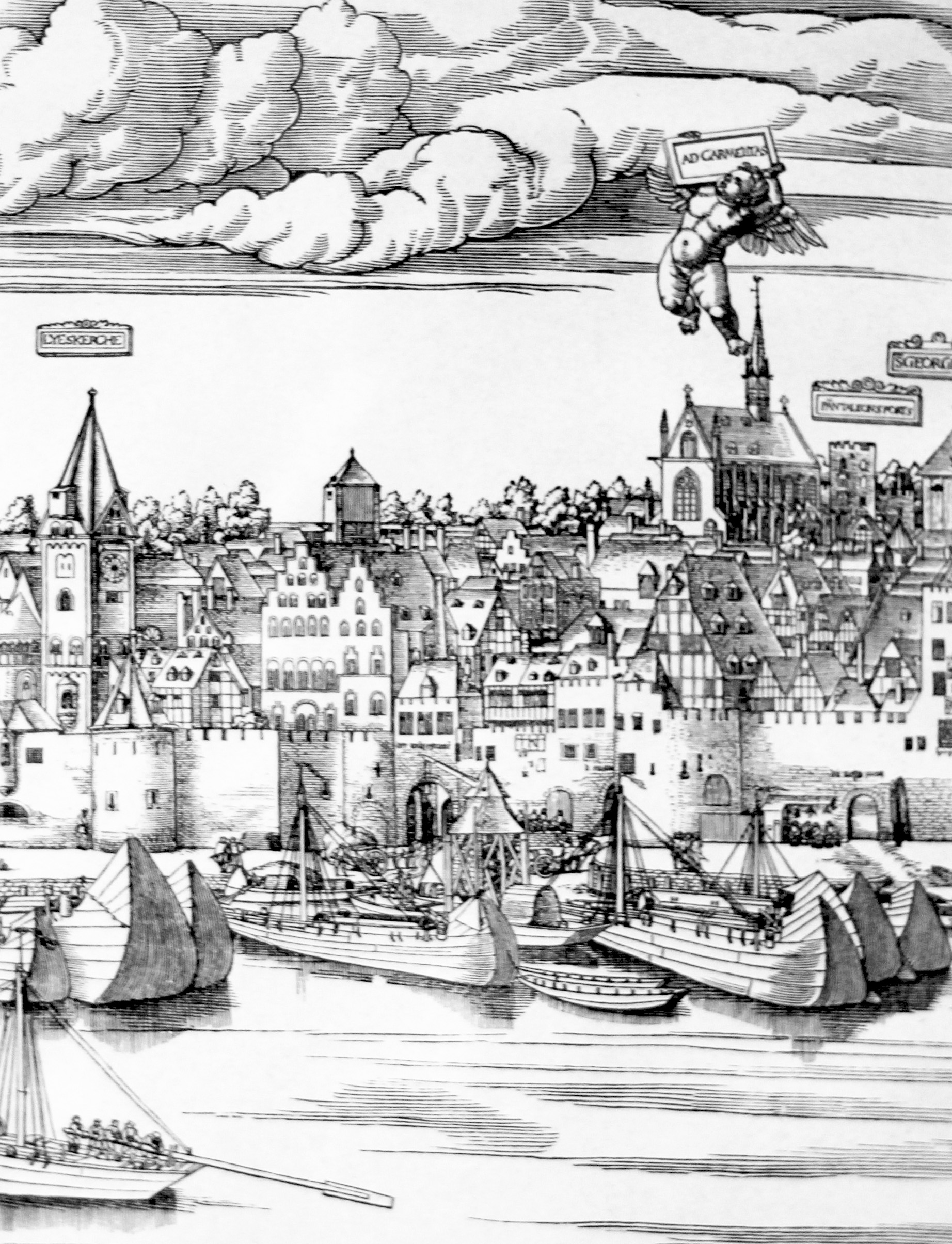
Das zwischen Halbtürmen gelegene Filzengrabentor. Anton Woensam, Holzschnitt von 1531

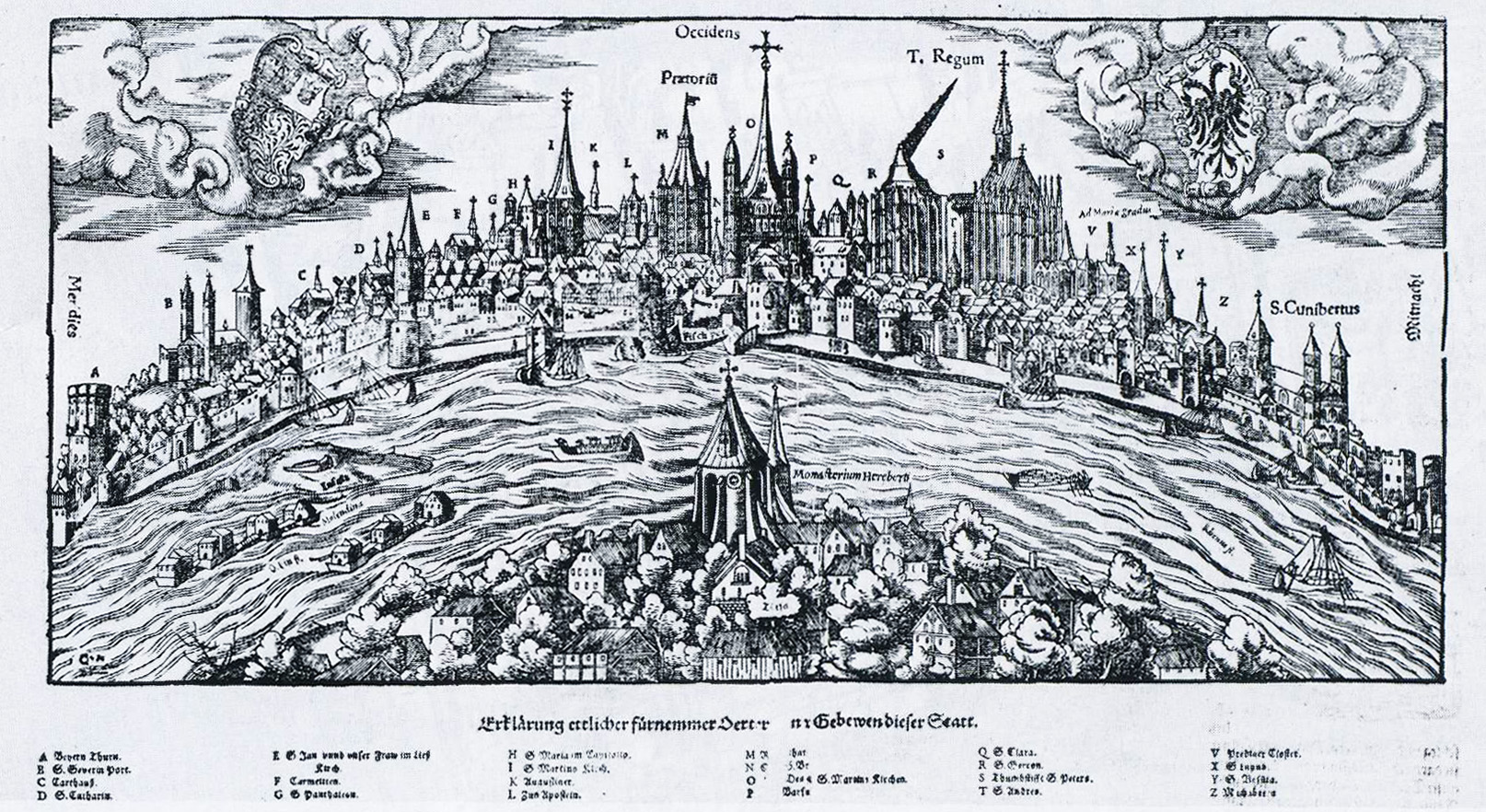
Gesamtes Stadtpanorama nach Rudolf-Manuel-Deutsch, 1548

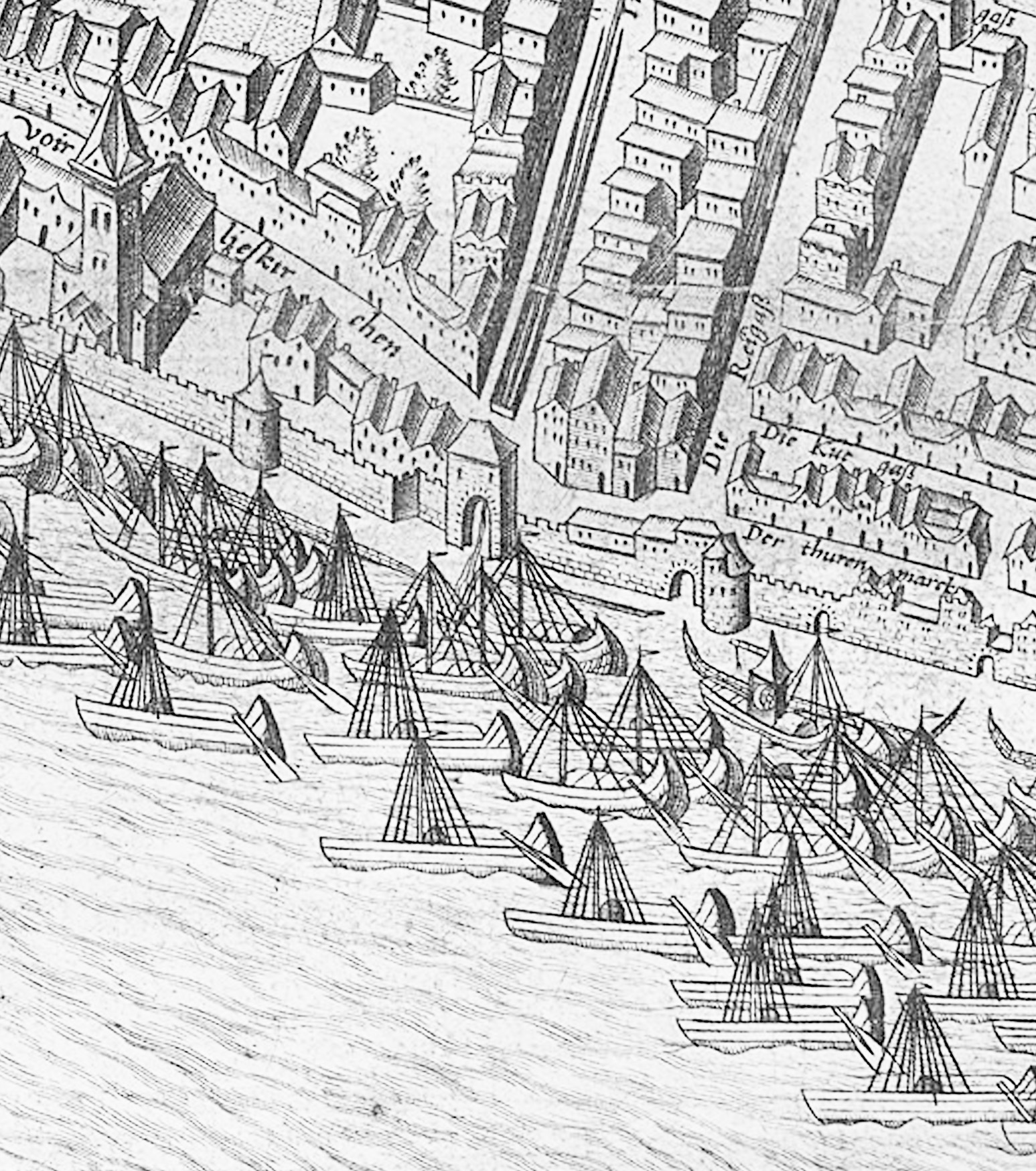
Filzengrabentor, Mercator 1571

Das Filzengrabentor der rheinseitigen Kölner Stadtbefestigung  entstand etwa um 1200 im Zuge der letzten Stadterweiterung. Es hatte Bestand bis zu seiner Niederlegung im Jahr 1854.

## Lage, Umfeld und Namensdeutung
Das Tor lag am Ende des alten Stadtgrabens (civitatis fossa), dem gleichzeitig als Straße und Endverlauf des Duffesbaches zwischen den Straßen Mühlenbach und Holzwerft verlaufenden „Filzengraben“, der bis 1106 die Grenze zwischen der Rheinvorstadt zur südlichen Vorstadt Oversburg bildete.

### Filzengraben
Nach dem Kölner Historiker Adam Wrede ist die altkölnische Bezeichnung „Fezejrave“ der Ursprung für die bis heute verwendete Straßenbezeichnung Filzengraben. Das Wort „Felz“, altkölnisch „viltz“ und ähnlich im Niederdeutschen gebräuchlich, brachte Wrede in Verbindung mit dem Gewerbe der Filzmacher. Diese stellten in Köln bald nach dem 12. Jahrhundert aus Filz Hüte und Mäntel her, die bevorzugt zur Bekleidungsausstattung der Turm- und Torwachen gehörte.

## Geschichte
Die zur Verteidigung der Stadt errichtete Rheinmauer war ein Bauwerk des 13. Jahrhunderts. Nach Keussens Erhebungen bestand zuvor nur ein kleiner Mauerzug zwischen dem Saphirturm und der Rheingassenpforte. Dies belegen alle frühen Schreinskarten, die die Bebauung auch der Rheinvorstadt des 12. Jahrhunderts erfassten. Sie erwähnen Häuser am Rhein oder am Ufer und führen vielfach das „Werft“ vor diesen an.

### Gründe zur Absicherung der Rheinseite
Mit den erhaltenen Privilegien des Stapel- und Zollrechtes
stieg das Interesse der Stadt an einer umfassenden Absicherung des der Kernstadt vorgelagerten Ufergeländes, vor dem sich die Marktviertel zwischen Butter-, Thurn- und Holzmarkt erstreckten.
Die Befestigungsanlagen am Rhein entstanden, ebenso wie die feldseitigen Anlagen, in jahrzehntelanger Arbeit und schlossen nach ihrer Fertigstellung den Halbkreis der entstandenen Ringmauer. Die Rheinmauer erstreckte sich dann zwischen dem 1220 entstandenen Bayenturm im Süden und dem ca. 1223 errichteten Kunibertsturmes im Norden. Diese hatten in den Rhein ragende Stromköpfe als Vorwerke erhalten, die „Ark“ oder „Arkier“ genannt wurden. An diesen Eckpunkten begann die Wehrmauer und entwickelte sich zu einer mit Torbauten und Türmen ausgestatteten zusammenhängenden Anlage, die wie die feldseitige Mauer durch Strebepfeiler und Bögen stabilisiert worden war. Zur Stadtseite verfügte sie in ihren Abschnitten teilweise über Wehrgänge, die die zahlreichen Halb- und Tortürme verbanden. Fast jede der an dieser Mauer auslaufenden Straßen und Gassen hatte ein Tor oder zumindest eine kleine Pforte erhalten, wodurch sich diese Mauer, der sich ein dicht bebautes Gebiet anschloss, gravierend von der feldseitigen Ringmauer unterschied. So wurden für das Jahr 1470 in der Rheinmauer 26 solcher Tore angegeben, von denen im südlichen Bereich der Vorstadt Oversburg eines der größeren das Filzengrabentor war.

### „porta Vilcengraven“

#### Ersterwähnung, Nutzung
Im Bereich der bereits im Jahr 948 erwähnten Kirche St. Maria Lyskirchen befand sich das Filzengrabentor, das in Kölner Stadtrechnungen des Jahres 1373 als „porta Vilcengraven“ erstmals angeführt wurde. Das Tor diente, neben seiner sichernden Funktion, der Bewältigung des Warenverkehrs der dort anlegenden Schiffe und Boote. Hier wurden vielfältige Waren umgeschlagen, wobei in diesem Uferbereich speziell der Wein- und Holzhandel einen großen Anteil hatte. Für die Jahre 1370/80 belegen Aktenvermerke das Verbot von Holzlagern oberhalb des Tores bis zur Salzgasse und im Jahr 1427 wurde das Verbot auf den Holzhandel mit der Beschränkung „zwischen der Salz- und Vylzengravenpforte“ ausgeweitet. 1555 nahm man eine Verbreiterung des dem Tor vorgelagerten Ufergeländes vor. Dazu hieß es „Den Rentmeistern wird erlaubt, das „warff“ an der „Viltzengravenportze“ weiter auszuführen, weil es gar eng und der Stadt Zierrat daselbst sein wird“. Diese Maßnahme interpretierte Keussen als Gefälligkeit des Rates gegenüber dem am Holzmarkt wohnenden Bürgermeister Arnold von Siegen.
Das bei Einbruch der Dunkelheit geschlossene Tor unterstand dem Burggrafen, der berechtigt war, es zu nächtlicher Stunde aus gegebenem Anlass zu öffnen.
Einer dieser Anlässe war die nächtliche Entsorgung der Fäkalien durch eine im Dienst des Scharfrichters stehende Berufsgruppe, die man in Köln ironischerweise als „Goldgräber“ bezeichnete. Diese wurden gegen Entgelt auf Anforderung der privaten Hausbesitzer, aber auch der städtischen oder kirchlichen Eigentümer zahlreicher Zinshäuser tätig, die für die Entleerung der Latrinen, die man auch „geheime Kammer“, „Heimlichkeit“ oder „geheimes Gemach“ nannte, aufzukommen hatten. Der Rat hatte verfügt, diese Fuhren nur durch das Tor der Neugasse und das Filzengrabentor vorzunehmen, um die eingesammelte Masse dort an geeigneter Stelle in den Rhein zu schütten.

#### Baubeschreibung
Das einfache Bauwerk war ein viereckiger Turmbau, dessen spitzbogiges Tor zum Rhein hin von einer weit ausladenden Rundbogenblende überspannt wurde und zur Stadtseite einen flachen Bogendurchgang aufwies. Der Bau hatte ein mit Kreuzfenstern versehenes Obergeschoss, das ursprünglich einem Zinnenaufsatz trug, später jedoch ein einfaches Walmdach erhalten hatte. An der Nordseite des Bauwerks befand sich ein angebauter Treppenaufgang, der seinen Halt durch auskragende Konsolen erhielt, neben denen sich ein Erker anschloss.
Die Schreinsakten des Jahres 1494 beschreiben das Turmhaus und dessen Obergeschosswohnung, die mit zwei Gängen auf die Stadtmauer verbunden war. Über diese Wehrgänge erreichte man die weiteren Gegebenheiten wie folgt:
„Die Wohnung oben auf der Viltzengravenpforte, welche Wohnung so lang und breit ist, als die Pforte jetzt nun steht, zusammen mit dem Gange zwischen der Wohnung und dem Haus zer Lilien dem Daniel Jude zugehörend, welcher Gang sich erstreckt bis an der Stadt Mauer und fort bis an das Häuschen, das vor Zeiten eine „Heimlichkeit“ zu sein pflegte, worin nun der Stadt Büchse liegt, und dann noch der steinerne Gang zur anderen Seite, wo man längs der Pforte zur Wohnung geht“.
Diese wird von Daniel Jude dem Rate gegen eine Erbrente von 6 oberländischen rheinischen Gulden, abzulösen mit 150 Gulden, überlassen.

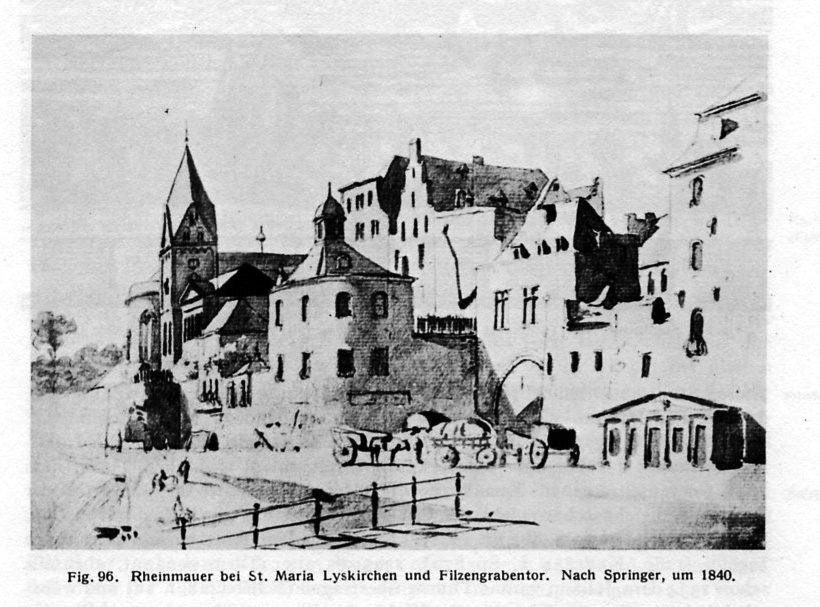
Mauerbereiche und Tor wenige Jahre vor dem Abbruch

### Abbruch und Geländeveränderung
Der Torturm erhielt in späterer Zeit eine neue Verwendung und wurde noch 1744 im Auftrag von H. Schölgen durch den Baumeister Nikolaus Krakamp erweitert. Es diente bis 1834 als Mehlwaage, die wiederum der Anlass war, einen kleineren nördlichen Mauerdurchgang „Mehlpförtchen“ zu nennen. Im Jahr 1854 erfolgte der Abbruch des mittelalterlichen Filzengrabenrores, das dann durch einen Ziegelsteintorbau ersetzt wurde.
Schon im 17. Jahrhundert berichtete der Historiograph Aegidius Gelenius, dass das Filzengrabentor „subterranea“ gelegen sei. Auch im weiteren Verlaufe der Zeit hatte das Bodenniveau im Bereich Lyskirchen/Filzengraben einen starken Anstieg durch mehrere Aufschüttungen erfahren. So war zur Zeit des Abbruchs für den Tordurchgang nur noch eine Scheitelhöhe von 3 m festzustellen.